# (38679) 2000 QX
(38679) 2000 QX est un astéroïde de la ceinture principale découvert en 2000.

## Description
(38679) 2000 QX a été découvert le 22 août 2000 à l'observatoire de Gnosca (Italie) par Stefano Sposetti.

### Caractéristiques orbitales
L'orbite de cet astéroïde est caractérisée par un demi-grand axe de 2,29 ua, un périhélie de 1,95 ua, une excentricité de 0,15 et une inclinaison de 4,65° par rapport à l'écliptique. Du fait de ces caractéristiques, à savoir un demi-grand axe compris entre 2 et 3,2 ua et un périhélie supérieur à 1,666 ua, il est classé, selon la JPL Small-Body Database, comme objet de la ceinture principale.

### Caractéristiques physiques
(38679) 2000 QX a une magnitude absolue (H) de 15,5 et un albédo estimé à 0,078.